# Claire Creutz
Claire Creutz (auch Marie Creutz; * 27. Juni 1886 als Hermine Charlotte Klara Creutz in Berlin; † 7. Juni 1938 ebenda) war eine deutsche Schauspielerin bei Bühne und Film.

## Leben und Wirken
Die Tochter der Schneiderin Luise Creutz besuchte eine Ballettschule und erhielt Unterricht in Sprachen. Mit 13 Jahren sah man sie erstmals auf den Bühnenbrettern: an den Kammerspielen des Deutschen Theaters. Anschließend wechselte sie aus wirtschaftlicher Not heraus in einen kaufmännischen Beruf, blieb jedoch auch weiterhin künstlerisch tätig (zwei Tanzabende im Berliner Schwechtensaal). Schließlich bot ihr der Film bessere Verdienstmöglichkeiten, und Marie Creutz trat daraufhin 1919 erstmals vor die Kamera. Dennoch konnte sie dort nur kurzzeitig reüssieren. Die zweimalige Rückkehr vor die Kamera im Jahre 1936 hatte keinerlei weitere Auswirkungen. Creutz starb 1938 im Rudolf-Virchow-Krankenhaus.

## Filmografie
- 1919: Der falsche Schein
- 1920: Johannes Goth
- 1920: Das rote Plakat
- 1920: Der weiße Tod
- 1936: Moral
- 1936: Das Mädchen Irene